# Глизіна-Федотова Надія Сергіївна
Надія Сергіївна Глизіна Федотова (рос. Надежда Сергеевна Глызина-Федотова, нар. 20 травня 1988 року) — російська ватерполістка, бронзова призерка Олімпійських ігор 2016 року..

## Виступи на Олімпіадах
| Олімпіада           | Дисципліна | Місце |
| ------------------- | ---------- | ----- |
| Пекін 2008          | водне поло | 7     |
| Лондон 2012         | водне поло | 6     |
| Ріо-де-Жанейро 2016 | водне поло | 3     |

## Нагороди
- Медаль ордена «За заслуги перед Вітчизною» II ступеня (25 серпня 2016 року) — за високі спортивні досягнення на Іграх ХХХІ Олімпіади 2016 року в місті Ріо-де-Жанейро (Бразилія), проявлені волю до перемоги і цілеспрямованість[2].